# Dayun Group
Dayun Group (chinesisch: 大运集团, Pinyin: Dàyùn Jítuán) ist ein chinesisches Industrieunternehmen mit Hauptsitz in Yuncheng, Provinz Shanxi, Volksrepublik China. Die Unternehmensgruppe ist vor allem für die Herstellung von Nutzfahrzeugen, Motorrädern, Elektrofahrrädern und seit den 2010er Jahren auch Elektroautos bekannt. Dayun gehört zu den aufstrebenden Fahrzeugherstellern in China, insbesondere im Bereich der urbanen Elektromobilität und leichten Nutzfahrzeuge.

## Geschichte
Die Dayun Group wurde 1987 gegründet und begann ursprünglich als kleines Unternehmen in der Maschinenbauindustrie. Mit dem wirtschaftlichen Aufschwung Chinas in den 1990er-Jahren und der steigenden Nachfrage nach Transportmitteln weitete Dayun seine Aktivitäten rasch auf den Fahrzeugbau aus.
In den frühen 2000er Jahren konzentrierte sich das Unternehmen auf den Motorradbau und entwickelte sich schnell zu einem der führenden chinesischen Hersteller in diesem Segment. Mit wachsendem Know-how expandierte Dayun in neue Märkte wie leichte Lkw und dreirädrige Nutzfahrzeuge.
Im Zuge des weltweiten Trends zur Elektromobilität begann Dayun ab etwa 2015 mit der Entwicklung und Produktion von Elektrofahrzeugen, darunter Elektroroller, Elektrolastenräder und kleine Elektroautos.

## Unternehmensstruktur
Die Dayun Group besteht aus mehreren Tochtergesellschaften:
- Dayun Motorcycle Co., Ltd. – Herstellung von Motorrädern und Rollern
- Dayun Auto Co., Ltd. – Produktion von Nutzfahrzeugen
- Dayun New Energy Vehicle Co., Ltd. – Fokus auf Elektroautos
- Dayun Heavy Truck Co., Ltd. – Entwicklung schwerer Nutzfahrzeuge

Dayun unterhält Produktionsstätten in mehreren Provinzen, darunter Shanxi, Guangdong und Chongqing.

## Produkte

### Motorräder und Roller
Dayun bietet eine breite Palette an Motorrädern und Rollern an, insbesondere für den Einsatz im Stadtverkehr und in ländlichen Gebieten.
Typische Modelle:
- Dayun DY125-3 – Standardmotorrad
- Dayun DY150-6 – robustes Motorrad für ländliche Nutzung
- DY-E-Serie – Elektroroller für den Stadtverkehr

### Nutzfahrzeuge
Dayun produziert verschiedene leichte Nutzfahrzeuge, die in China weit verbreitet sind. Diese Fahrzeuge werden häufig für Lieferdienste, Handwerk und Landwirtschaft genutzt.
Beispiele:
- Dayun V5 Truck – leichter Lkw mit Diesel- oder Benzinantrieb
- Dayun K5 EV – elektrischer Lieferwagen für urbane Anwendungen

### Elektrofahrzeuge
Dayun ist seit Mitte der 2010er Jahre im Bereich Elektrofahrzeuge aktiv. Zielgruppe sind insbesondere urbane Märkte.
Bekannte Modelle:
- Dayun Yuehu EV – kompakter Stadtwagen mit ca. 300 km Reichweite
- Dayun Chitu EV – leichter Elektro-Pick-up

## Internationaler Markt
Dayun exportiert vor allem Motorräder und kleinere Nutzfahrzeuge nach Asien, Afrika und Lateinamerika. Besonders in Entwicklungsländern sind die preiswerten und robusten Fahrzeuge beliebt.
In Europa versucht das Unternehmen zunehmend Fuß zu fassen, insbesondere mit Elektromodellen. Es bestehen Vertriebspartnerschaften in Ländern wie Italien, Spanien und der Türkei.

## Forschung und Entwicklung
Die Dayun Group betreibt mehrere F&E-Zentren mit Fokus auf:
- Elektrifizierung von Nutzfahrzeugen
- Entwicklung von Lithium-Eisenphosphat-Batterien
- Integration von IoT-Technologien

Etwa 10 % des Jahresumsatzes fließen in die Forschung.

## Umwelt und Soziales
Dayun verfolgt eine Nachhaltigkeitsstrategie mit folgenden Zielen:
- CO₂-Reduktion durch Elektromobilität
- Recycling von Batterien
- Energiesparende Produktion

Zudem engagiert sich das Unternehmen sozial, z. B. durch Bildungsinitiativen und Spenden in ländlichen Regionen Chinas.

## Kritik
Kritikpunkte betreffen v. a. die Qualitätssicherung. Es kam in der Vergangenheit zu Rückrufen wegen technischer Mängel. Auch wurde die Einhaltung internationaler Normen bei Exportmodellen teilweise bemängelt.
Darüber hinaus ist der Wettbewerbsdruck auf dem chinesischen Fahrzeugmarkt sehr hoch. Große Konkurrenten wie Geely, BYD oder Nio erschweren Dayun den Zugang zu innovativen Segmenten.

## Zukunft
Dayun plant die Ausweitung seiner E-Fahrzeug-Produktion und verstärktes Engagement im Bereich autonomer Fahrzeuge. Neue Investitionen sollen u. a. den europäischen Markt erschließen. Geplant ist auch der Ausbau der eigenen Software- und Cloud-Plattform für Fahrzeugvernetzung.